# العلاقات الأرمينية المارشالية
العلاقات الأرمينية المارشالية هي العلاقات الثنائية التي تجمع بين أرمينيا وجزر مارشال.

## مقارنة بين البلدين
هذه مقارنة عامة ومرجعية للدولتين:
| وجه المقارنة                                              | أرمينيا                    | جزر مارشال                     |
| --------------------------------------------------------- | -------------------------- | ------------------------------ |
| المساحة (كم2)                                             | 29.74 ألف                  | 181                            |
| عدد السكان (نسمة)                                         | 2.93 مليون                 | 53.13 ألف                      |
| الكثافة السكانية (ن./كم²)                                 | 98.52                      | 29.35 ألف                      |
| العاصمة                                                   | يريفان                     | ماجورو                         |
| اللغة الرسمية                                             | لغة أرمنية                 | لغة إنجليزية، اللغة المارشالية |
| العملة                                                    | درام أرميني                | دولار أمريكي                   |
| الناتج المحلي الإجمالي (بليون دولار)                      | 11.54 مليار                | 199.40 مليون                   |
| الناتج المحلي الإجمالي (تعادل القوة الشرائية) بليون دولار | 25.41 مليار                | 207.25 مليون                   |
| الناتج المحلي الإجمالي الاسمي للفرد دولار أمريكي          | 3.49 ألف                   | 3.38 ألف                       |
| الناتج المحلي الإجمالي للفرد دولار أمريكي                 | 8.07 ألف                   | 3.80 ألف                       |
| مؤشر التنمية البشرية                                      | 0.743                      |                                |
| رمز المكالمات الدولي                                      | +374                       | +692                           |
| رمز الإنترنت                                              | .am، .հայ ‏                 | .mh                            |
| المنطقة الزمنية                                           | ت ع م+04:00، توقيت أرمينيا | ت ع م+12:00                    |

## منظمات دولية مشتركة
يشترك البلدان في عضوية مجموعة من المنظمات الدولية، منها:
| علم المنظمة | اسم المنظمة                   | تاريخ انضمام أرمينيا | تاريخ انضمام جزر مارشال |
| ----------- | ----------------------------- | -------------------- | ----------------------- |
|             | البنك الدولي للإنشاء والتعمير | 16 سبتمبر 1992       | 21 مايو 1992            |
|             | بنك التنمية الآسيوي           | 2005                 | 1990                    |
|             | يونسكو                        | 9 يونيو 1992         | 30 يونيو 1995           |
|             | الاتحاد الدولي للاتصالات      | 30 يونيو 1992        | 22 فبراير 1996          |
|             | مؤسسة التمويل الدولية         | 18 أبريل 1995        | 23 سبتمبر 1992          |
|             | منظمة الشرطة الجنائية الدولية | ?                    | ?                       |
|             | الأمم المتحدة                 | 2 مارس 1992          | 17 سبتمبر 1991          |
|             | مؤسسة التنمية الدولية         | 25 أغسطس 1993        | 19 يناير 1993           |
|             | منظمة حظر الأسلحة الكيميائية  | ?                    | ?                       |

## وصلات خارجية
- موقع وزارة الخارجية الأرمينية